# Tamil Nadu Toilers Party
Die Tamil Nadu Toilers Party (TNT, Tamil தமிழ்நாடு உழைப்பாளர் கட்சி, „Partei der Arbeiter von Tamil Nadu“) war eine Partei im ehemaligen südindischen Bundesstaat Madras (heute Tamil Nadu). Sie wurde 1951 gegründet und vertrat die Interessen der Vanniyar-Kastenangehörigen. 1956 ging die Partei in der Kongresspartei auf.

## Parteigeschichte

Bundesstaat Madras im Jahr 1951. Die vier Distrikte mit dem höchsten Anteil an Vanniyar sind dunkler gefärbt. Die Distrikte 1 bis 12 wurden 1953 bei der Bildung des Bundesstaates Andhra von Madras abgespalten.

Die Partei wurde als Interessenvertreterin der Angehörigen der Vanniyar-Kaste gegründet. Die Vaniyar (früher: Palli) machten etwa 10 Prozent der Tamil-sprachigen Bevölkerung des damaligen Bundesstaates Madras aus und konzentrierten sich vor allem in vier Distrikten (North Arcot, South Arcot, Chingleput und Salem), wo sie etwa 25 Prozent der Bevölkerung stellten. Sie waren vor allem Landarbeiter, jedoch zum Teil auch landbesitzende Bauern und vereinzelt Großgrundbesitzer. Schon zu Zeiten der britischen Kolonialherrschaft hatten sie ein ausgesprochenes Eigenbewusstsein entwickelt und zeigten Bestrebungen, ihren eigenen Status, der dem einer niederen Kaste in der Hindu-Hierarchie entsprach, zu heben. Im Vorfeld der ersten Parlamentswahl 1951–1952 im unabhängigen Indien beschlossen Vertreter der Vanniyar, eine eigene politische Partei zu gründen. Die Partei erhielt den Namen Tamil Nadu Toilers Party. Führende Personen bei der Parteigründung waren N. A. Manikkavelu Naicker, ein Rechtsanwalt, und S. S. Ramaswami Padayachi. Es wurde ein Komitee gebildet um die Auswahl von Vanniyar-Kandidaten im ganzen Bundesstaat für die kommende Wahl zu organisieren. Jedoch kam es schon kurz danach zu einem Zerwürfnis und im Distrikt South Arcot etablierte sich die Tamil Nadu Toilers Party unter der Führung von Padayachi, während die Vanniyar in den Distrikten North Arcot und Chingleput eine zweite Partei gründeten, die den Namen Commonweal Party erhielt, und unter der Führung von Naicker stand. Beide Parteien waren reine Interessenparteien und vertraten keine feste Ideologie, wobei die TNT etwas stärker sozialistische Standpunkte einnahm. Bei der Wahl zum Regionalparlament des Bundesstaates Madras 1952, die parallel zur gesamtindischen Wahl stattfand, gewann die TNT 852.330 Stimmen (4,3 %) und 17 von 309 Wahlkreismandaten (5,5 %). Außerdem gewann die Partei vier Wahlkreise für die Lok Sabha. Als bei der Bildung des Bundesstaates Andhra im Jahr 1953 die nördlichen 12 Distrikte von Madras abgetrennt wurden, schieden die dort gewählten Abgeordneten aus dem Parlament von Madras aus, so dass dieses danach noch 190 Abgeordnete umfasste. Das relative Gewicht der TNT-Abgeordneten stieg dadurch auf 8,9 % der Abgeordnetenstimmen.
Aus der Parlamentswahl zum Bundesstaatsparlament von Madras im Januar 1952 war die Kongresspartei zwar als stärkste Partei hervorgegangen, jedoch hatte sie die absolute Mehrheit der Mandate verfehlt. Sie war daher auf Koalitionspartner angewiesen. Die Commonweal Party ging eine Koalition mit dem Kongress ein, während die TNT zunächst in der Opposition blieb. Als C. Rajagopalachari 1954 vom Amt des Chief Ministers von Madras zurücktrat und durch K. Kamaraj (der auch im Gegensatz zu Rajagopalachari kein Brahmane, sondern Angehöriger einer niederen Kaste war) abgelöst wurde, entschloss sich die TNT, seine Regierung zu unterstützen. In der Regierung von Kamaraj waren danach zwei von acht Kabinettsposten mit Vanniyar-Kastenangehörigen besetzt. Im Vorfeld der zweiten gesamtindischen Parlamentswahl 1957 lösten sich sowohl Tamil Nadu Toilers Party als auch Commonweal Party auf und ihre Abgeordneten schlossen sich der Kongresspartei an. Die Auflösung wurde im Juli 1956 offiziell von der Indischen Wahlkommission anerkannt.

## Spätere Entwicklungen
Das Sonderbewusstsein der Vanniyar blieb auch nach Ende der TNT und der CWP bestehen. 1988 kam es zu einer erneuten Gründung einer politischen Partei der Vanniyar, der Pattali Makkal Katchi, die in den folgenden Jahren einigen Einfluss in der Regionalpolitik des Bundesstaats Tamil Nadu erlangte.